# Marsanne
Marsanne é uma comuna francesa. É a localidade de nascimento de Émile Loubet, que foi presidente da República.